# Head On (Bobby Hutcherson)
| Recensione | Giudizio |
| ---------- | -------- |
| AllMusic   |          |

Head On è un album del vibrafonista jazz statunitense Bobby Hutcherson, pubblicato dalla Blue Note Records nel novembre del 1971.

## Tracce
LP (1971, Blue Note Records, BST-84376)
Lato A
Musiche di Todd T. Cochran.
1. At the Source – 8:18 – Ashes & Rust (Registrato il 1º luglio 1971), Eucalyptus e Obsidian (Registrato il 3 luglio 1971)

Lato B
Musiche di Todd T. Cochran, eccetto dove indicato.
1. Mtume – 8:24 (musica: Bobby Hutcherson) – Registrato il 3 luglio 1971
2. Clockwork of the Spirits – 7:17 – Registrato il 1º luglio 1971

CD (2008, Blue Note Records, 17464)
1. At the Source – 8:18
2. Many Thousands Gone – 11:15
3. Mtume – 8:23 (musica: Bobby Hutcherson)
4. Clockwork of the Spirits – 7:16
5. Togo Land – 15:40 – Traccia bonus, registrato il 2 luglio 1971
6. Jonathan – 9:51 – Traccia bonus, registrato il 2 luglio 1971
7. Hey Harold – 17:40 (musica: Bobby Hutcherson) – Traccia bonus, registrato il 3 luglio 1971

## Formazione
- Bobby Hutcherson – vibrafono, marimba
- Harold Land – sassofono tenore, flauto
- Fred Jackson – ottavino
- Oscar Brashear – flicorno, tromba
- Todd Cochran – pianoforte, arrangiamenti
- James Leary III – contrabbasso
- Reginald Johnson – contrabbasso
- William Henderson – pianoforte elettrico

### Altri musicisti
- George Bohanon – trombone
- Louis Spears – trombone
- Willie Ruff – corno francese (A1a, A2 e B2)
- Delbert Hill – strumento a fiato (A1a, A2 e B2)
- Charles Owens – strumento a fiato (A1a, A2 e B2)
- Herman Riley – strumento a fiato (A1a, A2 e B2)
- Ernie Watts – strumento a fiato (A1a, A2 e B2)
- Leon "Ndugu" Chancler – batteria (A1a, A2 e B2)
- Nesbert "Stix" Hooper – batteria
- Woody Theus – batteria
- Warren Bryant – congas, bongos
- Robert Jenkins – ? (A1a, A2 e B2)
- Donald Smith – voce (A1a, A2 e B2) [3]

### Produzione
- George Butler – produzione
- Registrazioni effettuate al Poppi Recording Studios di Los Angeles, California
- Rick Pekkoven – ingegnere delle registrazioni
- Rudy Van Gelder – remixaggio
- Colman Andrews – note retrocopertina album originale[4]